# Осликовський Микола Сергійович

Микола Сергійович Осликовський  (12 вересня 1900 — 8 жовтня 1971) — радянський військовик, Герой Радянського Союзу (1945), генерал-лейтенант.

## Життєпис
Народився 12 вересня 1900 року в Летичеві (нині у Хмельницькій області України) у родині службовця. Українець. Закінчив гімназію.
З березня 1918 року в Червоній армії. Член РКП(б) з 1919 року.
В 1922 році закінчив військову школу у Харкові.
Брав участь Громадянській війні в Росії.
З червня 1941 року на фронтах Німецько-радянської війни. В 1942 році закінчив Військову академію Генштабу.
М.С.Осликовський відзначився наприкінці війни на території Нацистської Німеччини. Командир 3-го гвардійського кавалерійського корпусу гвардії генерал-лейтенант М.С.Осликовський знаходячись у порядках кавалерійських дивізій 28-29 квітня 1945 року, керував проривом оборони противника на лівому березі річки Гафель в районі населеного пункту Бредерайхе (півн.-схід м. Райнсберг, Німеччина). Корпус в районі міста Райнсберг розгромив ворожу дивізію «Герман Герінг». 3 травня захопив місто Віттенберге і район Ленцен, вийшовши першим на фронті до річки Ельба, де відбулась знаменита зустріч на Ельбі з військами союзників.
Після війни продовжував службу в Радянській армії.
З 1953 року генерал-лейтенант М.С.Осликовський в запасі. Жив у Москві.
Був військовим консультантом у фільмах: «Тривожна молодість» (1954), «Павло Корчагін», «300 років тому…» (1956), «Народжені бурею» (1957), «Спрага» (1959), «Кров людська — не водиця», «Фортеця на колесах» (1960), «Їм було дев'ятнадцять...» (1960), «Люди не все знають» (1964), «Гадюка», «Загибель ескадри», «Казка про Хлопчиша-Кибальчиша», «Самотність» (1964), «Лють» (1966), «Десятий крок» (1967), «Розвідники» (1968), «Комісари» (1969), «Родина Коцюбинських» (2 с), «Серце Бонівура» (1970, 2 с.) та ін.
Помер 8 жовтня 1971 року. Похований на Новодівичому цвинтарі.

## Нагороди
29 травня 1945 року Миколі Сергійовичу Осликовському присвоєно звання Героя Радянського Союзу.
Також нагороджений:
- 2-ма орденами Леніна
- 3-ма орденами Червоного Прапора
- орденом Суворова І ступеня
- орденом Суворова II ступеня
- орденом Кутузова II ступеня
- орденом Вітчизняної війни 1-го ступеня
- 2 орденами Червоної Зірки
- іноземними орденами
- медалями.

## Пам'ять
- Ім'ям генерала Миколи Осликовського названа вулиця міста Ліда (Білорусь).
- у місті Ольштин (Польща) генералу Миколі Осликовському встановлений пам'ятник.